# Malcolm Dick

a Compétitions nationales et continentales officielles uniquement.

b Matchs officiels uniquement.
Dernière mise à jour le 29 juillet 2025.
Malcolm Dick, né le 3 janvier 1941 à Auckland (Nouvelle-Zélande), est un joueur de rugby à XV qui a joué avec l'équipe de Nouvelle-Zélande évoluant au poste de trois quart aile. 
Son père, Johnny Dick, fut aussi international néo-zélandais de rugby.

## Carrière
Malcolm Dick dispute son premier test match avec l'équipe de Nouvelle-Zélande le 7 décembre 1963, à l'occasion d'un match contre l'équipe d'Irlande. Il dispute son dernier test match contre l'équipe d'Afrique du Sud le 12 septembre 1970. 
Il a joué 142 matchs de haut niveau, marquant 92 essais.

## Statistiques en équipe nationale
- Nombre de matchs avec la province de Auckland : 92
- Nombre de test matchs avec les Blacks :  15 (4 essais)
- Nombre total de matchs avec les Blacks :  55  (40 essais)
- Test matchs par année :  2 en 1963 , 3 en 1964, 1 en 1965, 1 en 1966, 4 en 1967, 2 en 1969, 2 en 1970